# Mitchell Manzanilla
Mitchell Manzanilla (* in Long Beach, New York), früher bekannt als Goretex sowie Gore Elohim und nun als Lord Goat ist ein US-amerikanischer Rapper.

## Werdegang
Goretex, der früh die Schule verließ, gehörte seit 1995 neben Ill Bill, der mit ihm von Jugend auf befreundet war, Sabac Red und DJ Eclipse zur New Yorker Untergrund-Rapgruppe Non Phixion, welche zwischen 2000 und 2002 mit den Songs Black Helicopters, Rock Stars und Drug Music mittlere Plätze in den US-Hip-Hop- und Rap-Charts belegte. Gleichzeitig gehörte er neben Ill Bill, Necro und Mr. Hyde zur Gruppe The Circle of Tyrants, mit dem 2005 das gleichnamige Album erschien. Weiterhin kam es Gastauftritten, unter anderem auf Necros LP Brutality Part 1 oder auf Jedi Mind Tricks’ Visions of Gandhi, bevor sein erstes Soloalbum The Art of Dying erschien.
2006 folgte die Auflösung beider Formationen wegen privater Differenzen zwischen Necro und Goretex. Während Necro, der Produzent beider Gruppen und von Goretexs Solo-Debütalbum The Art of Dying, Goretex beschuldigte, weitere Arbeiten wegen seiner viel zu trägen Arbeitsweise zu behindern, schilderte Goretex in einem Interview, dass Necro ihm kein Geld aus den Einnahmen zu The Art of Dying ausgezahlt habe. Die Künstler beschuldigen sich weiterhin gegenseitig, für das Ende ihrer langjährigen Kollaboration verantwortlich zu sein. Des Weiteren war es Manzanilla nach einem Rechtsstreit mit der Firma Gore-Tex untersagt worden, unter dem Namen Goretex weiterhin künstlerisch tätig zu sein. Unter dem Namen Gore Elohim erschien 2013 sein zweites Soloalbum Electric Lucifer über das eigene Label Supercoven. Seit 2014 trat er wieder mit Non Phixion auf.

## Diskografie

### Alben
- 2004: The Art of Dying, als Goretex (Psycho+Logical-Records)
- 2013: Electric Lucifer, als Gore Elohim (Supercoven Records)
- 2020: Coffin Syrup, als Lord Goat (Smoke On Records)
- 2020: Final Expenses, als Lord Goat mit Stu Bangas (Supercoven Records)

### Singles und EPs
- 2002 Hated (Imperial Recordings)